# 1950年ベルギーグランプリ
1950年ベルギーグランプリ (XII Grote Prijs Van Belgie) は、1950年のF1世界選手権第5戦として、1950年6月18日にスパ・フランコルシャンで開催された。

## レース概要
ベルギーグランプリには14台しか参加しなかった。その中にはシーズンを支配するアルファロメオのニーノ・ファリーナ、ファン・マヌエル・ファンジオ、ルイジ・ファジオーリが含まれた。フェラーリは2台の125をルイジ・ヴィッロレージとアルベルト・アスカリに託した。アスカリの車は新型のV12エンジンを搭載していた。タルボ・ラーゴファクトリーは3名、ルイ・ロジェ、イブ・ジロー・カバントゥ、フィリップ・エタンセラン（負傷したユージェン・マルタンの代役）を起用した。残るエントラントはタルボ・ラーゴを駆るレイモンド・ソマー、アルタのジェフ・クロズリー、マセラティのトニ・ブランカであった。このレースはジェフ・クロズリー最後のレースとなった。彼は多くのプライベーターのように多くの費用を費やし、まさしく一握りのレースの後に撤退した。この様にF1は高いコストを要するスポーツであった。
予選でファリーナとファンジオはいつものように速く、ファジオーリは彼らに合わせることができなかった。ソマーはフェラーリの間に割って入った。レースは今までと同様の展開となった。アルファロメオが独走し、ソマーは2台のフェラーリとバトルを繰り広げた。アルファが給油のためストップすると、ソマーはレースリーダーであることに気がついたが、不幸にも彼のエンジンはブローした。アスカリが首位に立ったが、給油のためにストップすると、再びアルファ勢がトップに立ち、ファンジオがファリーナとファジオーリをリードした。ファリーナは最終ラップでトランスミッションの不調に苦しみ、最後まで生き残ったタルボ・ラーゴのロジェに抜かれ4位となった。アスカリは5位でフィニッシュした。

## エントリーリスト
| No       | ドライバー                   | チーム                           | コンストラクター | シャシー                | エンジン                       | タイヤ |
| -------- | ---------------------------- | -------------------------------- | ---------------- | ----------------------- | ------------------------------ | ------ |
| 2        | ルイジ・ヴィッロレージ       | スクーデリア・フェラーリ         | フェラーリ       | フェラーリ・125         | フェラーリ 125 F1 1.5 V12s     | P      |
| 4        | アルベルト・アスカリ         | スクーデリア・フェラーリ         | フェラーリ       | フェラーリ・275         | フェラーリ 125 F1 3.3 V12      | P      |
| 6        | レイモンド・ソマー           | レイモンド・ソマー               | タルボ・ラーゴ   | タルボ・ラーゴ・T26C    | タルボ 23CV 4.5 L6             | D      |
| 8        | ニーノ・ファリーナ           | アルファロメオ SpA               | アルファロメオ   | アルファロメオ・158     | アルファロメオ 159 LBC 1.5 L8s | P      |
| 10       | ファン・マヌエル・ファンジオ | アルファロメオ SpA               | アルファロメオ   | アルファロメオ・158     | アルファロメオ 159 LBC 1.5 L8s | P      |
| 12       | ルイジ・ファジオーリ         | アルファロメオ SpA               | アルファロメオ   | アルファロメオ・158     | アルファロメオ 159 LBC 1.5 L8s | P      |
| 14       | ルイ・ロジェ                 | オートモビルズ・タルボ＝ダラック | タルボ・ラーゴ   | タルボ・ラーゴ・T26C-DA | タルボ 23CV 4.5 L6             | D      |
| 16       | フィリップ・エタンセラン     | オートモビルズ・タルボ＝ダラック | タルボ・ラーゴ   | タルボ・ラーゴ・T26C-DA | タルボ 23CV 4.5 L6             | D      |
| 18       | イブ・ジロー・カバントゥ     | オートモビルズ・タルボ＝ダラック | タルボ・ラーゴ   | タルボ・ラーゴ・T26C-DA | タルボ 23CV 4.5 L6             | D      |
| 20       | ユージェン・シャブー         | エキュリー・ルテティア           | タルボ・ラーゴ   | タルボ・ラーゴ・T26C-DA | タルボ 23CV 4.5 L6             | D      |
| 22       | ピエール・ルヴェー           | オートモビルズ・タルボ＝ダラック | タルボ・ラーゴ   | タルボ・ラーゴ・T26C    | タルボ 23CV 4.5 L6             | D      |
| 24       | ジョニー・クレエ             | エキュリー・ベルゲ               | タルボ・ラーゴ   | タルボ・ラーゴ・T26C    | タルボ 23CV 4.5 L6             | D      |
| 26       | ジェフ・クロズリー           | ジェフ・クロズリー               | アルタ           | アルタ・GP              | アルタ 1.5 L4s                 | D      |
| 30       | トニ・ブランカ               | アントニオ・ブランカ             | マセラティ       | マセラティ・4CL         | マセラティ 4 CL 1.5 L4s        | P      |
| Sources: |                              |                                  |                  |                         |                                |        |

## 予選
| 順位 | No | ドライバー                   | チーム         | ラップタイム | 差     |
| ---- | -- | ---------------------------- | -------------- | ------------ | ------ |
| 1    | 8  | ジュゼッペ・ファリーナ       | アルファロメオ | 4:37         | -      |
| 2    | 10 | ファン・マヌエル・ファンジオ | アルファロメオ | 4:37         | + 0    |
| 3    | 12 | ルイジ・ファジオーリ         | アルファロメオ | 4:41         | + 4    |
| 4    | 2  | ルイジ・ヴィッロレージ       | フェラーリ     | 4:47         | + 10   |
| 5    | 6  | レイモンド・ソマー           | タルボ・ラーゴ | 4:47         | + 10   |
| 6    | 16 | フィリップ・エタンセラン     | タルボ・ラーゴ | 4:49         | + 12   |
| 7    | 4  | アルベルト・アスカリ         | フェラーリ     | 4:52         | + 15   |
| 8    | 14 | ルイ・ロジェ                 | タルボ・ラーゴ | 4:53         | + 16   |
| 9    | 18 | イブ・ジロー・カバントゥ     | タルボ・ラーゴ | 4:56         | + 19   |
| 10   | 22 | ピエール・ルヴェー           | タルボ・ラーゴ | 5:01         | + 24   |
| 11   | 20 | ユージェン・シャブー         | タルボ・ラーゴ | 5:13         | + 36   |
| 12   | 26 | ジェフ・クロズリー           | アルタ         | 5:44         | + 1:07 |
| 13   | 30 | トニ・ブランカ               | マセラティ     | 5:45         | + 1:08 |
| 14   | 24 | ジョニー・クレエ             | タルボ・ラーゴ | No time      | -      |

## 決勝
| 順位 | No | ドライバー                   | チーム         | 周回 | タイム/リタイア原因 | グリッド | ポイント |
| ---- | -- | ---------------------------- | -------------- | ---- | ------------------- | -------- | -------- |
| 1    | 10 | ファン・マヌエル・ファンジオ | アルファロメオ | 35   | 2:47:26             | 2        | 8        |
| 2    | 12 | ルイジ・ファジオーリ         | アルファロメオ | 35   | + 14                | 3        | 6        |
| 3    | 14 | ルイ・ロジェ                 | タルボ・ラーゴ | 35   | + 2:19              | 8        | 4        |
| 4    | 8  | ジュゼッペ・ファリーナ       | アルファロメオ | 35   | + 4:05              | 1        | 4        |
| 5    | 4  | アルベルト・アスカリ         | フェラーリ     | 34   | + 1 Lap             | 7        | 2        |
| 6    | 2  | ルイジ・ヴィッロレージ       | フェラーリ     | 33   | + 2 Laps            | 4        |          |
| 7    | 22 | ピエール・ルヴェー           | タルボ・ラーゴ | 33   | + 2 Laps            | 10       |          |
| 8    | 24 | ジョニー・クレエ             | タルボ・ラーゴ | 32   | + 3 Laps            | 14       |          |
| 9    | 26 | ジェフ・クロズリー           | アルタ         | 30   | + 5 Laps            | 12       |          |
| 10   | 30 | トニ・ブランカ               | マセラティ     | 29   | + 6 Laps            | 11       |          |
| Ret  | 20 | ユージェン・シャブー         | タルボ・ラーゴ | 22   | オイルパイプ        | 13       |          |
| Ret  | 6  | レイモンド・ソマー           | タルボ・ラーゴ | 20   | 油圧                | 5        |          |
| Ret  | 16 | フィリップ・エタンセラン     | タルボ・ラーゴ | 15   | オーバーヒート      | 6        |          |
| Ret  | 18 | イブ・ジロー・カバントゥ     | タルボ・ラーゴ | 2    | オイルパイプ        | 9        |          |

*Ret:リタイア

## 記録
- ポールポジション: ジュゼッペ・ファリーナ - 4:37.0
- ファステストラップ: ジュゼッペ・ファリーナ - 4:34.1
- ラップリーダー:
  - ファン・マヌエル・ファンジオ (1-6周目、20-35周目)
  - ジュゼッペ・ファリーナ (7-11周目、18-19周目)
  - ルイジ・ファジオーリ (12周目)
  - レイモンド・ソマー (13-17周目)

## 第5戦終了時点でのランキング
|   | 順位 | ドライバー                   | ポイント |
| - | ---- | ---------------------------- | -------- |
|   | 1    | ニーノ・ファリーナ           | 22       |
|   | 2    | ルイジ・ファジオーリ         | 18       |
|   | 3    | ファン・マヌエル・ファンジオ | 17       |
| 2 | 4    | ルイ・ロジェ                 | 10       |
| 1 | 5    | ジョニー・パーソンズ         | 9        |

- 注：トップ5のみ表示。ベスト4戦のみがカウントされる。

## 参照
1. ↑  “1950 Belgian Grand Prix - Race Entries”.   manipef1.com. 2012年5月9日時点のオリジナルよりアーカイブ。2013年11月15日閲覧。
2. ↑  “1950 Belgian GP - Entry List”.   chicanef1.com. 2013年11月15日閲覧。

Unless otherwise indicated, all race results are taken from “The Official Formula 1 website”. 2007年7月14日時点のオリジナルよりアーカイブ。2007年6月5日閲覧。
| 前戦 1950年スイスグランプリ | FIA F1世界選手権 1950年シーズン | 次戦 1950年フランスグランプリ     |
|                             | ベルギーグランプリ              | 次回開催 1951年ベルギーグランプリ |